# Glikoprotein
Glikoproteini su proteini koji sadrže oligosaharidne lance (glikane) kovalentno vezane za polipeptidne bočne lance. Ugljeni hidrati se vezuju za protein tokom kotranslacionih ili posttranslacionih modifikacija. Taj proces je poznat kao glikozilacija. Izlučeni ekstracelularni proteini su često glikozilovani. U proteinima čiji se segmenti nalaze u ekstracelularnom prostoru, spoljašnji segmenti su takođe glikozilovani. Glikoproteini su često važni integralni membranski proteini, koji učestvuju u međućelijskim interakcijama. Glikoproteini se takođe formiraju u citosolu, ali su njihove funkcije i način na koji se formiraju te modifikacije manje poznate. Nasuprot tome, klasična sekretorna glikozilacija može biti strukturno bitna. Na primer, inhibicija asparagin-vezane, tj. N-vezane, glikozilacije može sprečiti pravilno savijanje glikoproteina i puna inhibicija može biti toksična za pojedinačnu ćeliju. Nasuprot tome, poremećaj procesiranja glikana (enzimsko uklanjanje/dodavanje ostataka ugljenih hidrata u glikan), koji se javlja i u endoplazmatskom retikulumu i u Golgijevom aparatu, je neophodan za izolovane ćelije (kao dokaz preživljavanja sa inhibitorima glikozida), ali može dovesti do ljudske bolest (urođeni poremećaji glikozilacije) i može biti smrtonosan u životinjskim modelima. Stoga je verovatno da je fina obrada glikana važna za endogenu funkcionalnost, kao što je razmena ćelijama, ali da je to verovatno bilo sekundarno u odnosu na njegovu ulogu u interakcijama domaćin-patogen. Čuveni primer ovog poslednjeg efekta je ABO sistem krvnih grupa.
Takođe je poznato da se glikozilacija javlja na nukleocitoplazmatskim proteinima u obliku O-GlcNAc.

## Tipovi glikozilacije
Postoji nekoliko vrsta glikozilacije, iako su prve dve najčešće.
- U -glikozilaciji, šećeri su vezani za azot, obično na bočnom lancu amida asparagina.
- U -glikozilaciji, šećeri su vezani za kiseonik, obično na serin ili treonin, ali i na tirozin ili nekanonske aminokiseline kao što su hidroksilizin i hidroksiprolin.
- U -glikozilaciji, šećeri su vezani za fosfor na fosfoserinu.
- U -glikozilaciji, šećeri se vezuju direktno za ugljenik, kao što je dodavanje manoze triptofanu.
- U -glikozilaciji, beta-GlcNAc je vezan za atom sumpora cisteinskog ostatka.[4]
- U glipijaciji, GPI glikolipid je vezan za C-terminus polipeptida, služeći kao membransko sidro.
- U glikaciji, takođe poznatoj kao neenzimska glikozilacija, šećeri su kovalentno vezani za protein ili lipidni molekul, bez kontrolnog dejstva enzima, već kroz Majlardovu reakciju.

## Monosaharidi
Monosaharidi koji se obično nalaze u eukariotskim glikoproteinima uključuju:‍:526
| Šećer                       | Tip                                              | Skraćenica |
| --------------------------- | ------------------------------------------------ | ---------- |
| β-D-Glukoza                  | Heksoza                                          |            |
| β-D-Galaktoza                | Heksoza                                          |            |
| β-D-Manoza                   | Heksoza                                          |            |
| α-L-Fukoza                   | Deoksiheksoza                                    |            |
| -Acetilgalaktozamin         | Aminoheksoza                                     |            |
| -Acetilglukozamin           | Aminoheksoza                                     |            |
| N-Acetilneuraminska kiselina | Aminononulosonska kiselina (Sijalinska kiselina) |            |
| Ksiloza                     | Pentoza                                          |            |

Šećerne grupe mogu pomoći u savijanju proteina, poboljšati stabilnost proteina i uključene su u ćelijsku signalizaciju.

## Primeri
Jedan primer glikoproteina koji se nalazi u telu su mucini, koji se luči u sluzi respiratornog i digestivnog trakta. Šećeri kada su vezani za mucine daju im značajan kapacitet zadržavanja vode i takođe ih čine otpornim na proteolizu digestivnih enzima.
Glikoproteini su važni za prepoznavanje belih krvnih zrnaca. Primeri glikoproteina u imunološkom sistemu su:
- molekuli kao što su antitela (imunoglobulini), koji direktno stupaju u interakciju sa antigenima.
- molekuli glavnog kompleksa histokompatibilnosti (ili MHC), koji se eksprimiraju na površini ćelija i stupaju u interakciju sa T ćelijama kao deo adaptivnog imunskog odgovora.
- sialil Luisov X antigen na površini leukocita.

H antigen pripada grupi ABO antigena kompatibilnosti krvi. 
Drugi primeri glikoproteina uključuju:
- gonadotropini (luteinizirajući hormon, golikul-stimulišući hormon)
- glikoprotein IIb/IIIa, integrin koji se nalazi na trombocitima koji je neophodan za normalnu agregaciju trombocita i prijanjanje na endotel.
- komponente omotača jaja, koja okružuje oocit, i važna je za interakciju spermatozoida i jajeta.
- strukturni glikoproteini, koji se javljaju u vezivnom tkivu. Oni pomažu u vezivanju vlakana, ćelija i osnovne supstance vezivnog tkiva. Oni takođe mogu pomoći komponentama tkiva da se vežu za neorganske supstance, kao što je kalcijum u kostima.
- Glikoprotein-41 (gp41) i glikoprotein-120 (gp120) su proteini omotača HIV virusa.

Rastvorljivi glikoproteini često pokazuju visok viskozitet, na primer, u belancima jajeta i krvnoj plazmi.
- Mirakulin, je glikoprotein ekstrahovan iz bobice Synsepalum dulcificum koji menja receptore ljudskog jezika da prepozna kiselu hranu kao slatku.[7]

Varijabilni površinski glikoproteini omogućavaju parazitu Trypanosoma koji je uzročnik bolesti spavanja da izbegne imuni odgovor domaćina.
Virusni šiljak virusa humane imunodeficijencije je u znatnoj meri glikoziliran. Približno polovina mase šiljaka je ishod glikozilacije, i glikani deluju tako da ograničavaju prepoznavanje antitela, jer glikane sastavlja ćelija domaćin i tako su uglavnom „svojstveni“ njoj. Vremenom, neki pacijenti mogu da evoluiraju antitela da prepoznaju HIV glikane, a skoro sva takozvana „široko neutrališuća antitela (bnAbs) prepoznaju neke glikane. Ovo je moguće uglavnom zato što neuobičajeno visoka gustina glikana ometa normalno sazrevanje glikana i zbog toga su zarobljeni u preranom stanju sa visokim sadržajem manoze. Ovo pruža prozor za imunološko prepoznavanje. Pored toga, pošto su ovi glikani mnogo manje varijabilni od osnovnog proteina, oni su se pojavili kao obećavajuće mete za dizajn vakcine.

## Hormoni
Hormoni koji su glikoproteini obuhvataju:
- Folikulostimulišući hormon
- Luteinizirajući hormon
- Tireostimulišući hormon
- Humani horionski gonadotropin
- Alfa-fetoprotein
- Eritropoietin (EPO)

## Razlika između glikoproteina iproteoglikana
Citiranje preporuka za IUPAC:
Glikoprotein je jedinjenje koje sadrži ugljene hidrate (ili glikane) kovalentno vezane za protein. Ugljeni hidrat može biti u obliku monosaharida, disaharida, oligosaharida, polisaharida ili njihovih derivata (npr. sulfo- ili fosfo-supstituisanih). Može biti prisutna jedna, nekoliko ili više jedinica ugljenih hidrata. Proteoglikani su podklasa glikoproteina u kojima su jedinice ugljenih hidrata polisaharidi koji sadrže aminošećere. Takvi polisaharidi su takođe poznati kao glikozaminoglikani.

## Funkcije
| Funkcija                                      | Glikoproteini |
| --------------------------------------------- | --- |
| Strukturni molekul                            | Kolageni |
| Lubrikant i zaštitni agens                    | Mucini |
| Transportni molekul                           | Transferin, ceruloplazmin |
| Imunološki molekul                            | Imunoglobulini, antigeni histokompatibilnosti                                                                                |
| Hormon                                        | Humani horionski gonadotropin (HCG), tireostimulišući hormon ()                                                                 |
| Enzim                                         | Razni, e.g., alkalna fosfataza, patatin                                                                                      |
| Mesto za prepoznavanje vezivanja ćelije       | Različiti proteini uključeni u interakciju ćelija-ćelija (npr. sperma-oocit), virus-ćelija, bakterija-ćelija i hormon-ćelija |
| Antifrizni protein                            | Određeni proteini plazme hladnovodnih riba                                                                                   |
| Interakcija sa specifičnim ugljenim hidratima | Lektini, selektini (lektini ćelijske adhezije), antitela                                                                     |
| Receptor                                      | Različiti proteini uključeni u delovanje hormona i lekova                                                                    |
| Utiče na savijanje određenih proteina         | Kalneksin, kalretikulin |
| Regulacija razvoja                            | Noč i njegovi analozi, ključni proteini u razviću                                                                            |
| Hemostaza (i tromboza)                        | Specifični glikoproteini na površinskim membranama trombocita                                                                |

## Analiza
Različite metode koje se koriste u detekciji, prečišćavanju i strukturnoj analizi glikoproteina su‍:525
| Methoda                                                                             | Upotreba |
| ----------------------------------------------------------------------------------- | --- |
| Periodična kiselina-Šifova boja                                                     | Otkriva glikoproteine kao ružičaste trake nakon elektroforetskog odvajanja. |
| Inkubacija kultivisanih ćelija sa glikoproteinima kao trakama radioaktivnog raspada | Dovodi do detekcije radioaktivnog šećera nakon elektroforetskog odvajanja. |
| Tretman odgovarajućom endo- ili egzoglikozidazom ili fosfolipazama.                 | Rezultirajuće promene u elektroforetskoj migraciji pomažu da se napravi razlika između proteina sa N-glikanom, O-glikanom ili vezama, kao i između visoko manoznih i kompleksnih N-glikana. |
| Agarozno-lektinska hromatografska kolona, hromatografija lektinskog afiniteta       | Za prečišćavanje glikoproteina ili glikopeptida koji vezuju određeni lektin koji se koristi. |
| Lektinska afinitetna elektroforeza                                                  | Nastali pomaci u elektroforetskoj migraciji pomažu u razlikovanju i karakterizaciji glikoforma, tj. varijante glikoproteina koje se razlikuju u ugljenim hidratima. |
| Analiza sastava nakon kisele hidrolize                                              | Identifikuje šećere koje glikoprotein sadrži i njihovu stehiometriju. |
| Masena spektrometrija                                                               | Pruža informacije o molekularnoj masi, sastavu, sekvenci i ponekad grananju lanca glikana. Takođe se može koristiti za lokaciono specifično profilisanje glikozilacije. |
| NMR spektroskopija                                                                  | Da se identifikuju specifični šećeri, njihov redosled, veze i anomerna priroda glikozidnog lanca. |
| Višeugaono rasipanje svetlosti                                                      | U sprezi sa hromatografijom veličinskog isključivanja, UV/Vis apsorpcijom i diferencijalnom refraktometrijom, pruža informacije o molekularnoj masi, odnosu proteina i ugljenih hidrata, stanju agregacije, veličini i ponekad grananju glikanskog lanca. U spoju sa analizom gradijenta kompozicije, analizira samo- i hetero-asocijaciju da bi se odredio afinitet vezivanja i stehiometrija sa proteinima ili ugljenim hidratima u rastvoru bez obeležavanja. |
| Dualna polarizaciona interferometrija                                               | Meri mehanizme koji leže u osnovi biomolekularnih interakcija, uključujući brzine reakcija, afinitete i povezane konformacione promene. |
| Metilaciona (vezna) analiza                                                         | Da bi se utvrdila veza između šećera. |
| Aminokiselinsko ili cDNK sekvenciranje                                              | Determinacija aminokiselinske sekvence. |

## Spoljašnje veze
- [http://www.ecosci.jp/chem10/weekmol101j_e.html
- {{cite journal|author= |title=
- Glycoproteins на 
- Glycan Recognizing Proteins
- „Carbohydrate Chemistry and Glycobiology: A Web Tour”. 291 (5512). 23. 3. 2001: 2263—2502. SPECIAL WeB SUPPLEMENT Science ,
- Emanual Maverakis;  . „Glycans in the immune system and The Altered Glycan Theory of Autoimmunity” (PDF).
- „Biological Importance of the glycosylation of a protein”. Архивирано на веб-сајту  (30. новембар 2020)